# آگتوسما
آگتوسما (نام علمی: Agathosma) نام یک سرده از تیره سدابیان است.